# Aleksandrs Isakovs
Aleksandrs Isakovs (Daugavpils, 1973. szeptember 16. –) lett válogatott  labdarúgó.
A lett válogatott tagjaként részt vett a 2004-es Európa-bajnokságon.

## Sikerei, díjai
Skonto Riga
- Lett bajnok (3): 2002, 2003, 2004
- Lett kupagyőztes (1): 2001–02